# US Città di Pontedera

Heimspielort Stadio Ettore Mannucci in Pontedera

Die Unione Sportiva Città di Pontedera ist ein italienischer Fußballverein aus der toskanischen Kleinstadt Pontedera. Die Geschichte des Vereins ist durch eine Reihe von Auf- und Abstiegen gekennzeichnet, bei denen die dritthöchste Ligaebene die höchste jemals erreichte darstellt. Seit der Saison 2013/14 spielt der Klub in der dritthöchsten Profiliga Italiens, der Lega Pro Prima Divisione. Den Vereinsfarben Dunkelrot und Weiß entsprechend werden die Spieler auch Granata genannt. Bekannt ist die US Città di Pontedera insbesondere durch ihren ehemaligen Trainer Marcello Lippi, der hier seine Trainerkarriere begann.

## Geschichte
Im Jahre 1912 wurde der Verein von Studenten gegründet, da sich der Fußball in Italien zunehmender Popularität erfreute. Erster Präsident wurde der Journalist und Politiker Lando Ferretti. Die erste Zeit verbrachte man in Amateurligen, konnte jedoch den größten Erfolg des Klubs in der Coppa Italia feiern, als man 1937/38 erst im Achtelfinale in der Verlängerung an der AS Rom scheiterte.
Der Verein nahm ab der Saison 1948/49 an der Promozione, einem Vorläufer der späteren Serie D, teil. Bereits ein Jahr später erfolgte dann der Aufstieg in die Serie C, jedoch wurden die Ligen zwei Jahre später neu strukturiert, sodass sich die US Città di Pontedera in der neu gebildeten Quarta Serie wiederfand. In diesem Vorläufer der Serie D verblieb man bis zur Saison 1966/67, als man im Girone C Erster wurde und somit in die Serie C aufstieg. Dort jedoch konnte sich die Mannschaft nicht etablieren und wurde direkt auf den letzten Rang verwiesen, der mit dem Wiederabstieg gleichbedeutend war.
In der Spielzeit 1973/74 kam es noch schlimmer für die Granata, die in die Lega Nazionale Dilettanti abstiegen, jedoch den direkten Wiederaufstieg schafften. Dem erneuten Abstieg von 1979 folgte die erneute Umstrukturierung der italienischen Spielklassen, sodass man im neu geschaffenen, fünftklassigen Campionato Interregionale 1982 den Aufstieg in die Serie C2 schaffte. Dort hielt man sich bis auf einen kurzen Ausflug in die Serie C1 1994/95 bis zum Jahre 2000.
In den 80er-Jahren ließ der ehemalige Spieler Ettore Mannucci, der als Aktiver unter anderem bei Juventus Turin unter Vertrag stand, das nach ihm benannte Stadio Ettore Mannucci für den Verein erbauen. Dieses fasst ungefähr 5000 Zuschauer.
Ebenfalls in den 80er-Jahren feierte die Mannschaft einen großen Pokalerfolg, als man 1985 den Englisch-Italienischen Pokal gegen die AS Livorno gewinnen konnte. Diesen Erfolg konnte der Klub im folgenden Jahr fast wiederholen, als man im Finale Piacenza Calcio unterlag. Nach dem Abstieg im Jahre 2000 wurde das Spielklassensystem erneut verändert, sodass die Konkurrenz dort größer wurde und die US Città di Pontedera direkt in die Sechstklassigkeit durchgereicht wurde.
Erst im Jahre 2005 schaffte man den Wiederaufstieg in die höchste Amateurliga und spielte in der Saison 2010/11 sogar um den Aufstieg mit, scheiterte im Play-off aber in der dritten Runde. Ein Jahr später jedoch, zum 100-jährigen Vereinsjubiläums, gelang schließlich der Aufstieg in die Lega Pro Seconda Divisione durch das Erreichen des 1. Platzes in Girone E. In der Saison 2012/13 stieg der Verein zum zweiten Mal in Folge auf und kehrte dadurch erstmals seit fast 20 Jahren in die inzwischen unter dem Namen Lega Pro Prima Divisione fungierende dritthöchste Liga zurück.
Im Jahre 2006 kaufte die Gunther Corporation den Verein und sicherte ihm Sponsorengelder zu.
Größere Bekanntheit erlangte der Verein in Italien durch Marcello Lippi, der seine erfolgreiche Trainerkarriere beim toskanischen Kleinstadtklub in der Saison 1985/86 begann.

## Ligazugehörigkeit
| Saison          | Liga                              | Höhe der Liga |
| --------------- | --------------------------------- | ------------- |
| 1948/49–1949/50 | Promozione                        | 4             |
| 1950/51–1951/52 | Lega Nazionale                    | 3             |
| 1952/53–1966/67 | Quarta Serie/Serie D              | 4             |
| 1967/68         | Lega Nazionale                    | 3             |
| 1968/69–1973/74 | Serie D                           | 4             |
| 1974/75         | Lega Nazionale Dilettanti         | 5             |
| 1975/76–1981/82 | Serie D/Campionato Interregionale | 4/5*          |
| 1982/83–1994/95 | Serie C2                          | 4             |
| 1995/96         | Serie C1                          | 3             |
| 1996/97–1999/00 | Serie C2                          | 4             |
| 2000/01         | Serie D                           | 5             |
| 2001/02–2004/05 | Eccellenza                        | 6             |
| 2005/06–2011/12 | Serie D                           | 5             |
| 2012/13         | Lega Pro Seconda Divisione        | 4             |
| 2013/14         | Lega Pro Prima Divisione          | 3             |

* Durch die Umstrukturierung war der Übergang in die Fünftklassigkeit kein sportlicher Abstieg, sondern eine Herabstufung durch den Verband.

## Erfolge
- Englisch-Italienischer Pokal: 1985 (Finalist 1986)
- Erster Platz im eigenen Girone der Serie D: 1966/67 und 1981/82

## Spieler
- Giuseppe Baldini (1937–1939) Jugend, später u. a. Inter Mailand und CFC Genua
- Alberto Bertuccelli (1942–1945), später u. a. AC Florenz und Sampdoria Genua
- Ettore Mannucci (1949–1950), später u. a. Juventus Turin
- Giancarlo Vitali (1961–1962)
- Alfredo Aglietti (1993–1994), später u. a. SSC Neapel und Chievo Verona
- Giulio Drago (1993–1994, 1995–1999) früher u. a. Juventus Turin und FC Empoli
- Giovanni Martusciello (2005–2006) früher u. a. CFC Genua

## Trainer
- Marcello Lippi (1985–1986), später u. a. Trainer von Juventus Turin, Inter Mailand und der italienischen Nationalmannschaft